# Grooveshark
Grooveshark – muzyczny serwis internetowy, który powstał w 2006 roku. Zawierał wyszukiwarkę, odtwarzacz online oraz aplikację. Użytkownicy mogli odtwarzać muzykę bezpośrednio w przeglądarce, dodawać nowe utwory oraz tworzyć listy odtwarzania.
Grooveshark początkowo był serwisem typu premium, ale później przekształcił się we freemium. Na skutek ugody z wytwórniami płytowymi zamknął działalność 30 kwietnia 2015 roku.